# États généraux du handicap
 (juillet 2025).
Les États généraux du handicap ont été organisés pour la première fois par le Conseil National du Handicap le 20 mai 2005 à la maison de l'UNESCO à Paris,.

Depuis, une seconde édition a eu lieu le 16 décembre 2017 mais, bien qu'elle s'inscrive dans la lignée de la première édition, elle n'en a eu ni les retombées médiatiques ni les retombées sociales.

D'autres villes organisent des journées appelées « États Généraux du Handicap » mais elles ne s'inscrivent pas officiellement dans la continuité de celle organisée en 2005 à Paris.
Les États Généraux du Handicap ont pour objectif de réaliser un bilan sur la situation des personnes handicapées dans tous les domaines : artistique, vie professionnelle, accessibilité, santé, vie familiale et sexuelle, grandes dépendances. Puis de sensibiliser, former, et informer l'opinion Française. Ils sont organisés sous forme de forums de discussion sur différents thèmes.

## Les Premiers États Généraux du Handicap

### Historique
Le 14 juillet 2002, Jacques Chirac, président de la république française, déclare vouloir faire de l'insertion des personnes en situation de handicap un chantier prioritaire de son second mandat.

À la suite de ce discours, il reçoit quelques mois plus tard à l'Élysée Julia Kristeva, personnalité très engagée sur la question du handicap, pour lui confier la mission de proposer des solutions visant à améliorer l'insertion des personnes handicapées.

Julia Kristeva écrit alors une lettre au Président de la république dans laquelle elle fait un bilan sur la situation des personnes handicapées en France. Elle y dénonce « les dysfonctionnements, négligences, retards et scandales » sur l'intégration des personnes en situation de handicap au sein de la société française. Elle propose plusieurs solutions concrètes. Notamment, elle invite à créer un Comité National du Handicap. Il sera finalement fondé en 2003 sous la forme d'une association loi 1901 et nommé Conseil National Handicap : sensibiliser, informer, former (CNH). 

Le 11 février 2005 est votée la loi pour l'égalité des droits et des chances, la participation et la citoyenneté des personnes handicapées. Elle apportait des évolutions pour répondre aux attentes des personnes handicapés dans cinq grands domaines que sont la compensation, la scolarité, l’emploi, l’accessibilité, les maisons départementales des personnes handicapés. Elle mettait notamment en œuvre un principe nouveau celui du droit à compensation des conséquences du handicap, quels que soient l’origine et la nature de la déficience, l’âge ou le mode de vie de la personne. Il restait encore la question du moyen d'appliquer cette nouvelle loi de manière concrète.

Les bénévoles du CNH ont œuvré durant deux ans afin d'organiser pour la première fois des États Généraux du Handicap le 20 mai 2005.

Cette première édition fut placée sous l'égide du président de la République Jacques Chirac et était présidée par Julia Kristeva et Charles Gardou, les fondateurs du CNH. Elle se tint à Paris à la maison de l'UNESCO.

Plus de 1 800 personnes, valides ou handicapés, et des intervenants de tous les horizons ont été réunis dont : Jean-Louis Borloo, ministre de l’Emploi, du Travail et de la Cohésion sociale, Marie-Anne Montchamp, secrétaire d’État aux Personnes handicapées et Simone Veil, ancien ministre d’État.

Les objectifs de ces Premiers États Généraux du Handicap étaient entre autres :
- évaluer les besoins des personnes en situation de handicap et de leurs proches dans tous les domaines ;
- recenser les projets et expériences pour mieux intégrer les personnes en situation de handicap au sein de la société française ;
- informer les valides sur le handicap pour faire cesser l'aliénation que subissent les personnes en situation de handicap[9],[10].

### Les forums
Afin de pouvoir de traiter de tous les aspects autour de la vie des personnes en situation de handicap, huit forums de discussion ont été mis en place. 

Chaque forum était dirigé par des spécialistes de la question et animé par des personnes sympathisant ou militant dans ce domaine. 

Tout le monde pouvait intervenir, qu'il soit valide ou handicapé, professionnel ou touché par la question directement, connu ou anonyme, pour donner son point de vue et ses idées.  

#### Forum Vie autonome et citoyenne
Ce forum était dirigé par Catherine Meimon Nisenbaum, avocate spécialisée en réparation du préjudice corporel et Nadia Sahmi, architecte spécialisée en accessibilité.

Il était animé par Michel Chevalet et parrainé par Gilbert Montagné. Le ministre du logement et de la ville, Marc-Philippe Daubresse était aussi présent.

Il y a été discuté le problème de l'accessibilité des villes, des logements, et des organismes publics aux personnes en situation de handicap en termes d'architecture.

Avant la loi du 11 février 2005, il avait très peu de règlementation. Seule la loi no 91-663 du 13 juillet 1991 diverses mesures destinées à favoriser l’accessibilité aux personnes handicapées des locaux d’habitation, des lieux de travail et des installations recevant du public. Elle était très générale, lacunaire et très imprécise sur les modalités de mise en accessibilité. 
Afin de pouvoir évaluer la question dans tous ces détails, tous les professionnels du milieu du bâtiment ont été réunis lors de ce forum.
Le forum a établi plusieurs manques et besoins pour la construction d'espaces accessibles à tous les handicaps :
- une formation et une réflexion en amont sur les différents handicaps au-delà de la réglementation en vigueur. Peut-être en consultant des personnes handicapées en amont ;

- la nécessité de former les différents acteurs de la construction à l'accessibilité ;

- la possibilité d'intégrer une coordinateur spécialisé dans l'accessibilité lors de la construction et du suivi d'un projet ;

- la mise en commun des connaissances et des avancées en termes de construction.

#### Forum Vie, santé, éthique et déontologie
Ce forum était dirigé par Charlotte Dudkiewicz, psychologue clinicienne-psychanalyste attachée aux Hôpitaux de Paris, et Henri-Jacques Sticker, directeur de recherche en anthropologie historique à l'université Denis-Diderot - Paris VII.

Les intervenants principaux étaient des médecins et des spécialistes. 

Il y a été exposé le problème de la réception, perception et connaissance du handicap dans le milieu médical. Accoucher d'un enfant handicapé, l'accueil des personnes en situation handicap qui veulent avoir des enfants, la question du consentement à un acte médical des personnes en situation de handicap, qu'est-ce qu'être normal ?, etc.

Il en est ressorti un défaut de formation. L'absence de connaissances et de formation sur le handicap amenant à des réactions de peur ou de violence. Alors qu'une fois la personne formée/informée, tout se déroule sans anicroche.

#### Forum Vie affective, familiale et sexuelle
Ce forum était dirigé par Julia Kristeva, alors présidente du Conseil national « Handicap : sensibiliser, informer, former », et Hélène Harder, alors élève à l’École normale supérieure. Il était animé par la journaliste Claire Chazal.

On y a parlé de deux thèmes principaux : la vie familiale et la vie sexuelle des personnes en situation de handicap. 

Dans une première partie a été abordé le sujet de la vie familiale. 

Avec tout d'abord les conséquences sur l'équilibre familial : syndrome d'épuisement, la réorganisation de la vie de tous les jours, le choc, l'apprentissage, le regard des autres, les problèmes socio-économiques.

Ensuite la différenciation des types de handicap, mental ou physique, en matière de vie affective et sexuelle. « La promotion [et l’éducation affective et sexuelle] ne peu[vent] pas être abordée[s] de manière analogue chez la personne handicapée physique et chez la personne handicapée mentale. » Afin de pouvoir répondre aux attentes de chacun d'un point de vue social et politique, il faut s'attarder à bien différencier les besoins. Les personnes en situation de handicap étant trop souvent infantilisées dans leur vie affective et sexuelle. Cette partie pointa alors du doigt le besoin de formation et d'information notamment des professionnels. 

Puis, le rôle des communautés religieuses avec la citation du travail de l'Arche qui permet de créer des environnements familiaux sous forme de minis-villages où les personnes handicapées ne sont plus seulement définies par leur handicap.
Enfin la question de la procréation. 

Dans un second temps, fut abordé le thème de la vie sexuelle. Il posait les questions de la parentalité, de l'intimité, et de l'éducation sexuelle. Il fut entre autres abordé le sujet de l'assistant.e sexuel.e. 

Ce forum a montré un besoin d'information et de formation pour faire évoluer la société et changer les mentalités. Il a montré aussi que la société était prête à changer sur ces questions.

#### Forum Vie professionnelle
Ce forum était dirigé par Guy Durand, directeur de Legrand Normandie, et Bachir Kerroumi, économiste et chercheur en sciences de gestion.

Les intervenants étaient des professionnels du monde du travail, membres de syndicats ou encore chefs d'entreprises qui venaient partager leurs expériences.

Le but de ce forum était la mise en commun et l'analyse des expériences réussies en termes d'emploi pour les personnes en situation de handicap. 

Il posait aussi le problème du fossé entre la loi et la réalité. Deux lois existaient : celle du 30 juin 1975 et celle du 10 juillet 1987. Mais depuis, aucune avancée notable n'avait été réalisée en termes d'accessibilité à l'emploi des personnes en situation de handicap. « En réalité, ladite amélioration des dispositifs législatifs n’a fait qu’aggraver le chômage des personnes les plus lourdement handicapées et les moins qualifiée. » La loi ne proposait que des sanctions financières et ne posait aucunement la question de l'intégration des personnes en situation de handicap dans l'entreprise. 
Ce forum avait donc pour but d'aller au-delà de ce que proposait la loi en montrant ce qu'il était possible de faire pour intégrer des personnes en situation de handicap au sein d'une entreprise.

#### Forum Vie scolaire
Ce forum était dirigé par Charles Gardou, professeur à l'université Lumière Lyon 2 et président du Conseil National « Handicap : sensibiliser, informer, former », en compagnie d'Éric Plaisance, professeur des universités, Université de Paris V - René-Descartes.

Les intervenants venaient principalement du milieu éducatif, professeurs ou encore syndicats, ainsi que des pédopsychiatres.

Ce forum a montré que bien que les textes de lois existent, ils n'étaient pas ou alors peu appliqués. Notamment le droit à la scolarisation en milieu ordinaire.

Une grande partie du forum fut aussi consacré au sujet de la formation des professionnels du milieu éducatif. Un engagement fut ensuite formulé par le ministère de l'Éducation pour vraiment améliorer la formation des professionnels de l'éducation sur toutes les formes de handicap.

#### Forum Vie artistique et culturelle
Ce forum était dirigé par Mireille Malot, fondatrice du concours de bandes dessinées à Angoulême pour les jeunes en situation de handicap et Pascal Parsat, metteur en scène et fondateur de Regard'en France Cie.
Les intervenants et participants de ce forum venaient principalement du milieu culturel : journalistes, artistes, metteur en scène. Y a participé notamment Sonia Rykiel. 

À travers ce forum, les différents intervenants ont cherché à voir comment changer les mentalités et le regard de la société sur le monde du handicap grâce à l'art. Peinture, musique, bande dessinée, et plus encore, l'art permet de changer les regards et de créer du lien social entre les citoyens.
S'est alors posée la question de la mise en avant des artistes ayant un handicap et de leur intégration dans les différents milieux artistiques. Notamment leur représentation à la télévision encore très parcellaire et anecdotique.

#### Forum Vie sportive et loisirs
Ce forum était dirigé par Claire Boursier, maître de conférences, chargée de mission à l’intégration des personnes handicapées à l’Université de Paris X, et Simone Perrier, maître de conférences de littérature. Il était animé par le journaliste Marc Payet.

Le parrain du forum était Tony Estanguet, double champion olympique de canoë (Sydney, 2000 ; Athènes, 2004). 

Ce forum posait le problème de l'accès au sport des personnes handicapées notamment dans le milieu scolaire et universitaire. Trop souvent, les jeunes en situation se retrouvaient exclus des cours de sport car le cours ne proposait pas de solution pour intégrer leur handicap à l'exercice. Ce forum montra le besoin de moyens supplémentaires en termes d'équipement de formation pour pouvoir intégrer tous les jeunes dans un cours de sport. Au cours de ce forum fut aussi discuté la question de la sensibilisation de tous à la question du handicap et au handisport.

#### Forum Vie grande dépendance et dignité
Ce forum était dirigé par Roger Salbreux, pédopsychiatre. 

Des spécialistes, des représentants de la fonction publique, et différents représentants d'associations spécialisées dans le handicap était présentes lors de ce forum. 

Ce forum abordait le sujet de la grande dépendance. C'est-à-dire des personnes dont le handicap nécessite une attention et des soins particuliers et quasi-permanents. Il y fut exposé le retard de la France en termes de places dans les centres d'accueil spécialisés, le manque de formation, et le manque de réponses appropriées aux demandes et interrogations des familles. Il y fut souligné le besoin de centre d'accueil plus nombreux, plus spécialisés, de formation des professionnels, et de suivi des familles. L'intégration des personnes en situation de handicap ne pouvant se faire que si la société est prête à les accepter que ce soit aussi bien en termes de mentalité que d'équipements.

### Bilan global des forums
Cette journée a fait apparaître le manque d'informations et de formations sur le sujet du handicap. Afin de pouvoir améliorer la prise en charge du handicap, il fallait déjà modifier le regard de la société civile sur le handicap. Ce qui ne pourrait se faire que si la communauté était mieux informée et formée. 
À la suite de cette journée, un appel à projets auprès du grand public a été lancé. Plus de 1 000 propositions ont été soumises. 
Les résultats de cette journée et de l'appel à projets qui a suivi ont été réunis dans un livre blanc Handicap le temps des engagements.
À la suite de cette journée, les responsables du Conseil National Handicap furent invités à la Garden-party de l'Élysée par les présidents de la République Nicolas Sarkozy et Jacques Chirac afin de les remercier et de les féliciter pour l'énorme travail réalisé lors de ces Premiers États Généraux du Handicap.

## Retombées
Ces Premiers États Généraux du Handicap ont permis de peser sur les décrets d'application de la loi du 11 février 2005. 

Notamment, l'application de la loi à l'architecture et au bâtiment pour l'accessibilité des personnes handicapées. Il fut imposé des délais, des dérogations, et des moyens concrets pour rendre accessible les différents espaces aux personnes handicapées. Par exemple la mise en place d'une signalétique et d'un balisage adapté à différents handicaps sensoriels. Les deux organisatrices du forum sur l'accessibilité, une avocate et une architecte toutes deux spécialistes du handicap dans leurs domaines respectifs, ont mis en place un cursus de formation pour les architectes. 
La loi sur la scolarisation en milieu ordinaire a imposé aux écoles de s'adapter au handicap. Le but de la loi était de donner le choix aux familles : être scolarisé en milieu ordinaire ou être scolarisé en école spécialisée. Dans les deux cas, l'enfant doit être assuré d'être accueilli pareillement sans souffrir de difficultés d'accès ou d'apprentissage du fait de son handicap.
En 2017, le nombre d'enfants en situation handicap scolarisé en milieu ordinaire a plus que doublé par rapport à l'année 2006. 
Dans le domaine culturel, l’État français s'est engagé à rendre accessible la culture à tous et à tous les handicaps. Ce qui signifie, entre autres, que les lieux culturels comme les musées doivent désormais proposer un accès adapté aux différents types de handicap. 
Cette journée permis aussi de débuter un changement du regard de la société sur les personnes en situation de handicap. En abordant des questions encore taboues comme la vie affective et sexuelle des personnes en situation de handicap ou encore en soulignant l'absence d'intégration des personnes en situations de handicap dans les différents milieux (scolaire, professionnels, culturels), cette journée a permis d'ouvrir le débat sur ces nouvelles questions de société et de le faire avancer. Entre autres choses, la question des assistants sexuels dont les avancées sont encore très récentes en France.

En 2010, la France ratifie la convention de l'ONU relative aux droits des personnes handicapées.